# Bédarrides
Bédarrides este o comună în departamentul Vaucluse din sud-estul Franței. În 2009 avea o populație de 5.140 de locuitori.

## Evoluția populației
| An        | 1975  | 1982  | 1990  | 1999  | 2006  | 2009  |
| --------- | ----- | ----- | ----- | ----- | ----- | ----- |
| Populație | 3.816 | 4.238 | 4.816 | 5.110 | 5.077 | 5.140 |